# Memphisz polgármestere
Memphisz polgármestere az egyik legfontosabb helyi hivatalnok volt az ókori egyiptomi újbirodalom idején. Memphisz, az egykori óbirodalmi főváros a XVIII. dinasztia korától ismét Egyiptom adminisztratív fővárosa lett, így az ország egyik legjelentősebb városának számított. Az újbirodalom idejétől kezdve Memphisz polgármestere a város körüli nomosz, Inebu-hedzs kormányzója is volt.

A következő lista nagy mértékben hiányos; nem minden polgármester ismert, ezenkívül a „Memphisz polgármestere” cím több változatban is fennmaradt, és nem tudni, ezek különböző hivatalokat jelöltek-e, vagy ugyanannak a címnek a variációi.

## Polgármesterek az Újbirodalomtól
| Név           | Uralkodó            | Megjegyzések                                                  |
| ------------- | ------------------- | ------------------------------------------------------------- |
| Humesz        | III. Thotmesz       |                                                               |
| Menheper      |                     | Thébában temették el.                                         |
| Kenamon       | II. Amenhotep       |                                                               |
| Hebi          | III. Amenhotep      | Ramosze vezír és Amenhotep memphiszi háznagy apja.            |
| Tjenuro (Tel) | III. Amenhotep      |                                                               |
| Herunofer     |                     |                                                               |
| Besau         | Ehnaton             |                                                               |
| Szakeh        | Tutanhamon–Horemheb |                                                               |
| Noferhotep    | I. Széthi           |                                                               |
| Ptahmosze     | II. Ramszesz        |                                                               |
| Amenhotep     | II. Ramszesz        |                                                               |
| Ramszeszemheb |                     | A „Memphisz nagy polgármestere” címet viselte.                |
| Anhhór        | I. Pszammetik       | A „Memphisz nagy polgármestere” címet viselte. Sírja a TT414. |

## Fordítás
- Ez a szócikk részben vagy egészben  a   Bürgermeister von Memphis című német Wikipédia-szócikk ezen változatának fordításán alapul.  Az eredeti cikk szerkesztőit annak laptörténete sorolja fel. Ez a jelzés csupán a megfogalmazás eredetét és a szerzői jogokat jelzi, nem szolgál a cikkben szereplő információk forrásmegjelöléseként.